# 雅负鼠属
雅負鼠（學名：Glironia venusta），是南美洲的一種負鼠。它們是雅負鼠亞科的單型種。